# Obieg okrężny
Obieg okrężny (obieg okrężny dóbr, usług i płatności) – system zależności, przepływów strumieni dóbr, usług, czynników produkcji i płatności za nie między wszystkimi uczestnikami życia gospodarczego. Pokazuje on, w jaki sposób funkcjonuje proces wymiany, w którym uczestniczą: rząd, przedsiębiorstwa, gospodarstwa domowe.
Gospodarstwa domowe są zasilane strumieniami płatności w postaci płac, emerytur, rent i innych tego typu świadczeń. Następnie dysponują swoimi dochodami w taki sposób, że część strumieni oddają w postaci podatków, część pozostawiają w postaci oszczędności, w zamian za co otrzymują usługi i dobra pożytku publicznego. Pozostały po tych operacjach strumień płatności zostaje przekazany z powrotem do przedsiębiorstw (jako efekt zakupu dóbr i usług).
Przedsiębiorstwa, podobnie jak gospodarstwa domowe część swoich dochodów przeznaczają na podatki i oszczędności, otrzymując w zamian od państwa inwestycje rządowe. Przedsiębiorstwa pozyskują strumienie pracy i usług produkcyjnych od gospodarstw domowych, w wyniku czego mogą wytwarzać dobra.